# ルノー・TRM 2000
TRM 2000（全輪駆動式戦術トラック2t積載型、テエールエム ドゥー・ミル、Toutes Roues Motrices 2000）はフランスのルノー社が開発し、フランス軍等が使用する軍用車両で、フランス陸軍において小型軽量なトラックである。従来の軍用トラックに比べて不整地走破性を向上させている。

## 概要
1950年代から使用され続けていたGBCトラックの後継車種として1970年代からTRM（全輪駆動車）シリーズの開発が始まり、1981年にTRM2000は採用されることとなった。
積載量を減少させずに小型化するためにフロントキャビン式となった。総計12000台が生産された。